# Australian Open 2002 (gemengddubbel)
Op het Australian Open 2002 werd het gemengd dubbelspel gespeeld van 18 tot en met 27 januari 2002.
Van de titelhouders Corina Morariu en Ellis Ferreira was de eerste haar titel niet komen verdedigen. Ferreira (Zuid-Afrika) speelde samen met Cara Black (Zimbabwe) – zij waren vierde reekshoofd, maar kwamen niet voorbij de eerste ronde. Ook de als eerste geplaatste Rennae Stubbs en Todd Woodbridge (beiden uit Australië) vermochten hun openingspartij niet te winnen.
|                    |  |               |
| Daniela Hantuchová |  | Kevin Ullyett |

Het ongeplaatste duo Daniela Hantuchová en Kevin Ullyett won het toernooi. Zij versloegen in de finale het eveneens ongeplaatste Argentijnse koppel Paola Suárez en Gastón Etlis in twee sets. Het was hun eerste gezamenlijke titel. De Slowaakse Hantuchová had al één eerdere gemengddubbelspeltitel (met Leoš Friedl); de Zimbabwaan Ullyett geen.
De Belgische Els Callens en de Amerikaan Donald Johnson waren als vijfde geplaatst – reeds in hun openingspartij werden zij uitgeschakeld. De Belg Tom Vanhoudt en zijn Italiaanse partner Roberta Vinci bereikten de tweede ronde evenmin. De Nederlandse Caroline Vis en de Australiër Michael Hill deden het beter: zij schakelden in de eerste ronde het eerste reekshoofd uit, en wisten uiteindelijk de halve finale te bereiken. De andere Nederlandse, Miriam Oremans, speelde samen met de Indiër Leander Paes – dit koppel schakelde in de eerste ronde het vijfde reekshoofd uit, maar zij verloren hun tweederondepartij.

## Geplaatste teams
| Nr. | Team                                 | Resultaat    | Uitgeschakeld door               |    | Nr.                        | Team         | Resultaat                        | Uitgeschakeld door |
| --- | ------------------------------------ | ------------ | -------------------------------- | -- | -------------------------- | ------------ | -------------------------------- | ------------------ |
| 1.  | Rennae Stubbs Todd Woodbridge        | eerste ronde | Caroline Vis Michael Hill        | 5. | Els Callens Donald Johnson | eerste ronde | Miriam Oremans Leander Paes      |                    |
| 2.  | Jelena Lichovtseva Mahesh Bhupathi   | halve finale | Daniela Hantuchová Kevin Ullyett | 6. | Lisa Raymond Mike Bryan    | tweede ronde | Janette Husárová Pavel Vízner    |                    |
| 3.  | Arantxa Sánchez Vicario Jared Palmer | eerste ronde | Henrieta Nagyová Martin Damm     | 7. | Liezel Huber Rick Leach    | tweede ronde | Květa Hrdličková Petr Pála       |                    |
| 4.  | Cara Black Ellis Ferreira            | eerste ronde | Rita Grande Jeff Tarango         | 8. | Nicole Arendt David Adams  | eerste ronde | Daniela Hantuchová Kevin Ullyett |                    |

## Toernooischema
| Legenda | Legenda                  |
| ------- | ------------------------ |
| Q       | Qualifier                |
| WC      | Deelname via wildcard    |
| LL      | Lucky Loser              |
| r       | Opgave / trok zich terug |
| w/o     | Walk-over                |
| Alt     | Alternate                |
| SE      | Special Exempt           |
| PR      | Protected Ranking        |
| d       | Diskwalificatie          |

### Finale
| finale |                                  |   |   |  |
|        |                                  |   |   |  |
|        | Paola Suárez Gastón Etlis        | 3 | 2 |  |
|        | Daniela Hantuchová Kevin Ullyett | 6 | 6 |  |

### Onderste helft
| eerste ronde | eerste ronde                         | eerste ronde | eerste ronde | eerste ronde |  |   | tweede ronde                       | tweede ronde                     | tweede ronde | tweede ronde | tweede ronde |  |  | kwartfinale | kwartfinale                        | kwartfinale | kwartfinale | kwartfinale |  |  | halve finale | halve finale                       | halve finale | halve finale | halve finale |
|              |                                      |              |              |              |  |   |                                    |                                  |              |              |              |  |  |             |                                    |             |             |             |  |  |              |                                    |              |              |              |
| 8            | David Adams Nicole Arendt            | 4            | 2            |              |  |   |                                    |                                  |              |              |              |  |  |             |                                    |             |             |             |  |  |              |                                    |              |              |              |
|              | Daniela Hantuchová Kevin Ullyett     | 6            | 6            |              |  |   |                                    | Daniela Hantuchová Kevin Ullyett | 6            | 7            |              |  |  |             |                                    |             |             |             |  |  |              |                                    |              |              |              |
|              | Evie Dominikovic Ben Ellwood         | 6            | 6            |              |  |   | Evie Dominikovic Ben Ellwood       | 2                                | 6            |              |              |  |  |             |                                    |             |             |             |  |  |              |                                    |              |              |              |
|              | Tina Križan Cyril Suk                | 1            | 4            |              |  |   |                                    |                                  |              |              |              |  |  |             | Daniela Hantuchová Kevin Ullyett   | 3           | 6           | [10]        |  |  |              |                                    |              |              |              |
|              | Katarina Srebotnik Bob Bryan         | 6            | 7            |              |  |   |                                    |                                  |              |              |              |  |  |             | Katarina Srebotnik Bob Bryan       | 6           | 3           | [7]         |  |  |              |                                    |              |              |              |
|              | Silvia Farina-Elia Mark Knowles      | 2            | 60           |              |  |   |                                    | Katarina Srebotnik Bob Bryan     | 6            | 7            |              |  |  |             |                                    |             |             |             |  |  |              |                                    |              |              |              |
|              | Henrieta Nagyová Martin Damm         | 6            | 6            |              |  |   | Henrieta Nagyová Martin Damm       | 0                                | 62           |              |              |  |  |             |                                    |             |             |             |  |  |              |                                    |              |              |              |
| 3            | Arantxa Sánchez Vicario Jared Palmer | 4            | 3            |              |  |   |                                    |                                  |              |              |              |  |  |             |                                    |             |             |             |  |  |              | Daniela Hantuchová Kevin Ullyett   | 3            | 6            | [10]         |
| 7            | Liezel Huber Rick Leach              | 3            | 6            | [10]         |  |   |                                    |                                  |              |              |              |  |  |             |                                    |             |             |             |  |  | 2            | Jelena Lichovtseva Mahesh Bhupathi | 6            | 4            | [6]          |
|              | Barbara Schett Joshua Eagle          | 6            | 1            | [3]          |  |   | 7                                  | Liezel Huber Rick Leach          | 5            | 3            |              |  |  |             |                                    |             |             |             |  |  |              |                                    |              |              |              |
|              | Samantha Stosur Todd Reid            | 4            | 6            | [3]          |  |   | Květa Hrdličková Petr Pála         | 7                                | 6            |              |              |  |  |             |                                    |             |             |             |  |  |              |                                    |              |              |              |
|              | Květa Hrdličková Petr Pála           | 6            | 4            | [10]         |  |   |                                    |                                  |              |              |              |  |  |             | Květa Hrdličková Petr Pála         | 1           | 2           |             |  |  |              |                                    |              |              |              |
|              | Alicia Molik Nathan Healey           | 1            | 7            | [6]          |  |   |                                    |                                  |              |              |              |  |  | 2           | Jelena Lichovtseva Mahesh Bhupathi | 6           | 6           |             |  |  |              |                                    |              |              |              |
|              | Annabel Ellwood Sandon Stolle        | 6            | 61           | [10]         |  |   |                                    | Annabel Ellwood Sandon Stolle    | 3            | 2            |              |  |  |             |                                    |             |             |             |  |  |              |                                    |              |              |              |
|              | Lori McNeil Brian MacPhie            | 4            | 4            |              |  | 2 | Jelena Lichovtseva Mahesh Bhupathi | 6                                | 6            |              |              |  |  |             |                                    |             |             |             |  |  |              |                                    |              |              |              |
| 2            | Jelena Lichovtseva Mahesh Bhupathi   | 6            | 6            |              |  |   |                                    |                                  |              |              |              |  |  |             |                                    |             |             |             |  |  |              |                                    |              |              |              |